# Tuffi ai Giochi della IV Olimpiade
Le prove di tuffi ai Giochi della IV Olimpiade si sono svolte dal 14 al 24 luglio 1908 allo Stadio di White City di Londra.

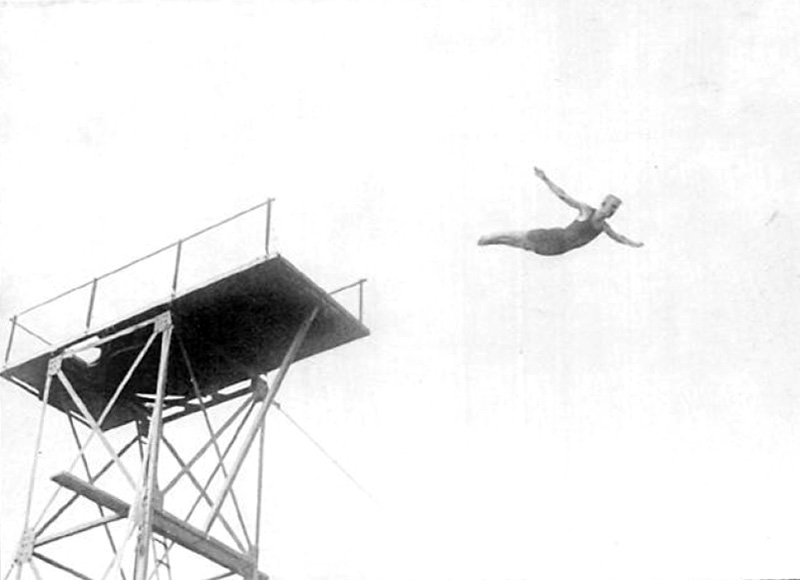
Lo svedese Arvid Spångberg, medaglia di bronzo nella piattaforma da 10 metri

Nei tuffi vennero svolte due gare, dal trampolino e dalla piattaforma. Nella prima gara vennero effettuati tuffi dal metro e dai tre metri mentre nella seconda dalla piattaforma a 5 e a 10 metri.
Nel trampolino vinse il tedesco Albert Zürner mentre la piattaforma fu dominio svedese, ben 6 tuffatori si qualificarono per la semifinale e in finale trionfò Hjalmar Johansson precedendo tre connazionali.

## Paesi partecipanti
Ai Giochi di Londra hanno partecipato 39 tuffatori provenienti da 9 paesi:
- Australia 1
- Belgio 1
- Canada 1
- Finlandia 2
- Germania 5
- Gran Bretagna 16
- Italia 1
- Svezia 10
- Stati Uniti 2

## Podi
| Evento                          | Oro               | Perform. | Argento        | Perform. | Bronzo                      | Perform. |
| Trampolino maschile (dettagli)  | Albert Zürner     | 85,50    | Kurt Behrens   | 85,30    | George Gaidzik Gottlob Walz | 80,80    |
| Piattaforma maschile (dettagli) | Hjalmar Johansson | 83,75    | Karl Malmström | 78,73    | Arvid Spångberg             | 74,00    |

## Medagliere
| Posizione | Paese       | Oro | Argento | Bronzo | Totale |
| --------- | ----------- | --- | ------- | ------ | ------ |
| 1         | Germania    | 1   | 1       | 1      | 3      |
| 1         | Svezia      | 1   | 1       | 1      | 3      |
| 3         | Stati Uniti | 0   | 0       | 1      | 1      |
| Totale    | Totale      | 2   | 2       | 3      | 7      |